# Italië op het Eurovisiesongfestival 2014

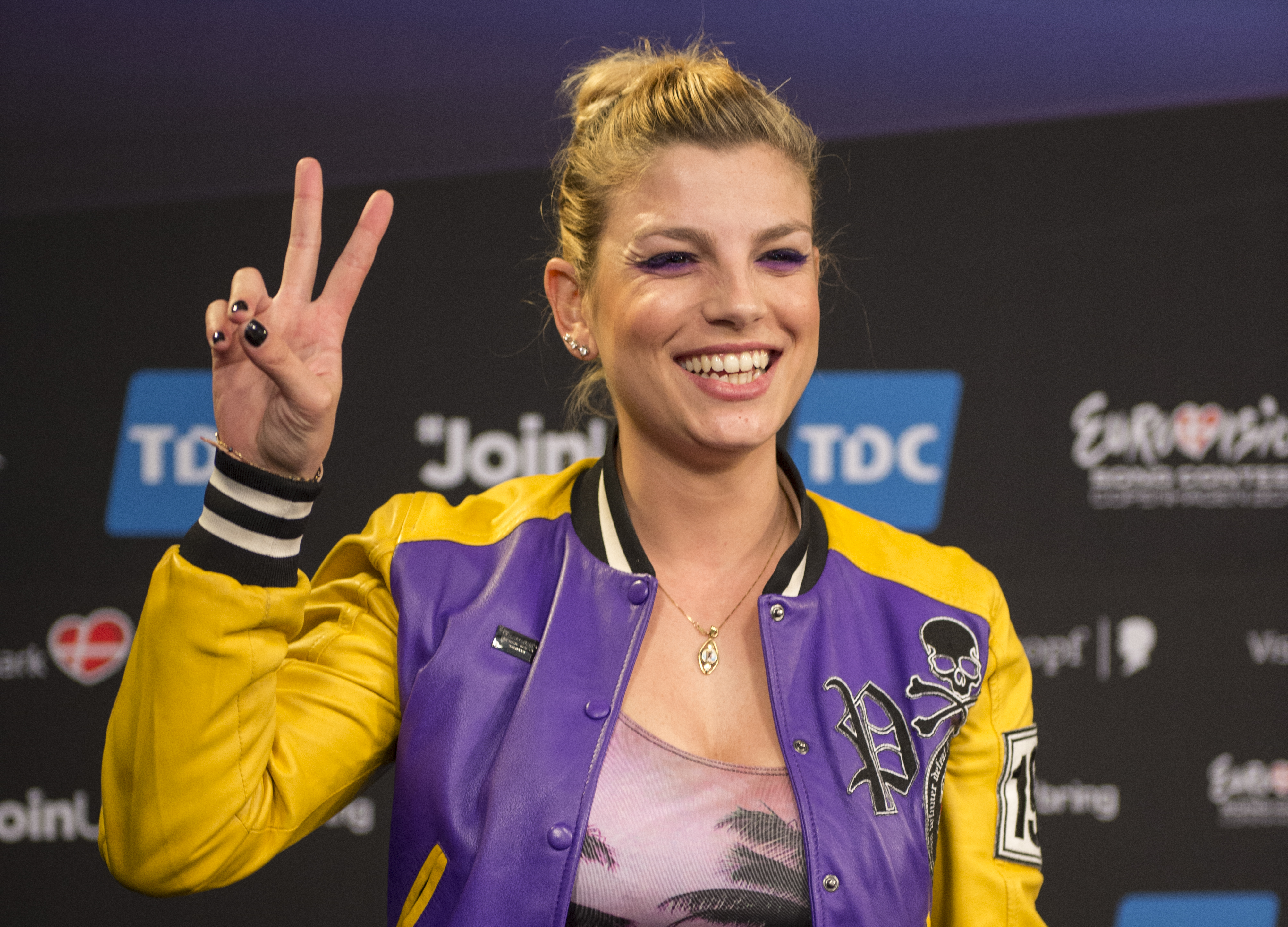
Emma Marrone eindigde namens Italië op de 21ste plek in Kopenhagen

Italië nam deel aan het Eurovisiesongfestival 2014 in Kopenhagen, Denemarken. Het was de 40ste deelname van het land op het Eurovisiesongfestival. De RAI was verantwoordelijk voor de Italiaanse bijdrage voor de editie van 2014.

## Selectieprocedure
Op 19 november 2013 maakte de Italiaanse openbare omroep bekend te zullen deelnemen aan de komende editie van het Eurovisiesongfestival. In tegenstelling tot de voorbije jaren werd de Italiaanse kandidaat ditmaal niet gekozen via het Festival van San Remo. Op 21 januari 2014 maakte de RAI immers bekend dat het Emma Marrone intern had gekozen om Italië te vertegenwoordigen in Kopenhagen. Met welk nummer ze zal aantreden, werd duidelijk op 25 januari 2014. In een interview gaf Emma Marrone mee dat ze met het volledig Italiaanstalige La mia città naar Kopenhagen zou trekken. Het nummer, dat ze in november 2013 had uitgebracht, werd speciaal voor het Eurovisiesongfestival met 40 seconden ingekort, aangezien het wedstrijdreglement zegt dat nummers maximum drie minuten mogen duren tijdens het Eurovisiesongfestival.

## In Kopenhagen
Als lid van de vijf grote Eurovisielanden mocht Italië rechtstreeks deelnemen aan de grote finale, op zaterdag 10 mei 2014. Wel stemde het land mee in de tweede halve finale, op donderdag 8 mei 2014. In de finale trad Emma Marrone als zestiende van 26 acts aan, net na The Tolmachevy Twins uit Rusland en gevolgd door Tinkara Kovač uit Slovenië. Aan het einde van de puntentelling stond Italië op de 21ste plaats, met 33 punten. Italië kreeg wel het maximum van de punten van Malta. 
1956 · 1957 · 1958 · 1959 · 1960 · 1961 · 1962 · 1963 · 1964 · 1965 · 1966 · 1967 · 1968 · 1969 · 1970 · 1971 · 1972 · 1973 · 1974 · 1975 · 1976 · 1977 · 1978 · 1979 · 1980 · 1981-1982 · 1983 · 1984 · 1985 · 1986 · 1987 · 1988 · 1989 · 1990 · 1991 · 1992 · 1993 · 1994-1996 · 1997 · 1998-2010 · 2011 · 2012 · 2013 · 2014 · 2015 · 2016 · 2017 · 2018 · 2019 · 2020 · 2021 · 2022 · 2023 · 2024 · 2025
Albanië · Armenië · Azerbeidzjan · België · Denemarken · Duitsland · Estland · Finland · Frankrijk · Georgië · Griekenland · Hongarije · Ierland · IJsland · Israël · Italië · Letland · Litouwen · Macedonië · Malta · Moldavië · Montenegro · Nederland · Noorwegen · Oekraïne · Oostenrijk · Polen · Portugal · Roemenië · Rusland · San Marino · Slovenië · Spanje · Verenigd Koninkrijk · Wit-Rusland · Zweden · Zwitserland